# Новая Поляна (Татарстан)
 Новая Поляна  — деревня в Лаишевском районе Татарстана. Входит в состав Никольского сельского поселения.

## География
Находится в западной части Татарстана на расстоянии приблизительно 28 км по прямой на юг от Казани на берегу Куйбышевского водохранилища.

## История
Основана в 1930-х годах.

## Население
Постоянных жителей было: в 1938—204, в 1958—230, в 1970—230, в 1979—150, в 1989 — 54, в 2002 — 40 (русские 92 %), 28 в 2010.